# Ernst Kinder
Ernst Kinder (* 11. Mai 1910 in Barmen; † 2. Dezember 1970 in Münster) war ein lutherischer Theologe und Hochschullehrer.

## Leben
Ab 1935 war er Pfarrer in München, ab 1937 Sekretär des Rates der Evangelisch-Lutherischen Kirche Deutschland mit Sitz in Berlin. Nach Kriegsdienst und Gefangenschaft wurde er 1947 Professor für Systematische Theologie in Neuendettelsau an der Augustana-Hochschule. Von 1953 bis zu seinem Tode lehrte Kinder als Professor für Systematische Theologie in Münster und hielt sich dort (im Gebiet der unierten Westfälischen Landeskirche) – wie auch seine Fakultätskollegen Karl Heinrich Rengstorf (Neues Testament) und Peter Hauptmann (Kirchengeschichte Osteuropas/Theologiegeschichte der Lutherischen Konfessionskirchen) – zur altlutherischen Gemeinde.
Theologisch war Kinder als Schüler Werner Elerts einem bekenntnisorientierten Luthertum verschrieben und stand daher der vollen Kirchen- und Abendmahlsgemeinschaft bekenntnisverschiedener Kirchen und der Frauenordination kritisch gegenüber.

## Publikationen
- Natürlicher Glaube und Offenbarungsglaube: Eine Untersuchung im Anschluß an die Glaubensphilosophie Fr. H. Jacobis. München 1935.
- Die Kirche vor Stand und Ordnung (= Evangelium und junges Volk, 7).  Berlin [1939].
- Lutherisches Bekenntnis heute (= Bekennende Kirche, 63). München 1939.
- Geistliches und weltliches Regiment Gottes nach Luther (= Schriftenreihe der Luther-Gesellschaft, 12). Weimar 1940.
- Kirchenordnung und Bekenntnis (= Kirchlich-theologische Hefte, 3). München 1947.
- Evangelium und Enthusiasmus. Neuendettelsau 1949.
- Gottes Gebote und Gottes Gnade im Wort vom Kreuz. Prolegomena zur Lehre von Gesetz und Evangelium (= Kirchlich-theologische Hefte, 7). München 1949.
- Luther und die politische Frage. Neuendettelsau 1950.
- "Allgemeines Priestertum" im Neuen Testament, in: Schriften des Theologischen Konvents Augsburgischen Bekenntnisses, Heft 5. Berlin 1953.
- Reich Gottes und Kirche bei Augustin: Eine Studie über das Verhältnis von Kirche und Eschatologie im Blick auf das Generalthema der Vollversammlung des Weltrates der Kirchen in Evanston 1954 (= Luthertum, 14). Berlin 1954.
- Das neuzeitliche Geschichtsdenken und die Theologie. Antwort an Friedrich Gogarten. Berlin 1954.
- Die Synode als Kirchenleitendes Organ, in: Schriften des Theologischen Konvents Augsburgischen Bekenntnisses, Heft 9. Berlin 1955.
- Grundprobleme christlicher Eschatologie (= Luthertum, 16). Berlin 1955.
- Der evangelische Glaube und die Kirche. Grundzüge des evangelisch-lutherischen Kirchenverständnisses. Berlin 1958, 2. Auflage 1960.
- Die Erbsünde. Stuttgart 1959.
- mit Paul Jacobs und Fritz Viering: Gegenwart Christi: Beitrag zum Abendmahlsgespräch in der evangelischen Kirche in Deutschland. Göttingen 1959.
- mit Wolfgang Schanze: Abendmahlshandlung und Konsekration (= Luthertum, 25). Berlin 1961.
- Was ist eigentlich evangelisch. Stuttgart 1961.
- mit Martin Wittenberg, Joachim Heubach, Jürgen Diestelmann u. a.: Erklärung evangelisch-lutherischer Pastoren zur Frage der Zulassung von Frauen zum geistlichen Amt. 1963.
- Die ökumenische Bewegung – 1948–1961. Gladbeck 1963.
- Zur Lehre vom Heiligen Geist nach den Lutherischen Bekenntnisschriften, in: Fuldaer Hefte 15 (1964), 7–38.

### Als Herausgeber
- Ein Wort lutherischer Theologie zur Entmythologisierung. Beiträge zur Auseinandersetzung mit dem theologischen Programm Rudolf Bultmanns. München 1952.
- mit Friedrich Hübner und Wilhelm Maurer: Gedenkschrift für D. Werner Elert. Beiträge zur historischen und systematischen Theologie. Berlin 1955.
- Die evangelische Lehre von der Rechtfertigung (= Quellen zur Konfessionskunde, 1). Lüneburg 1957.
- Die theologische Arbeit in Minneapolis. Referate, Kommentare und Dokumente der 3. Vollversammlung des Lutherischen Weltbundes. Berlin 1958.
- Werner Elert: Der christliche Glaube. Grundlinien der lutherischen Dogmatik. Hamburg 1960.
- Werner Elert: Das christliche Ethos. Grundlinien der lutherischen Ethik. Hamburg 1961.
- mit Klaus Haendler: Lutherisches Bekenntnis. Eine Auswahl aus den Bekenntnisschriften der evangelisch-lutherischen Kirche. Berlin/Hamburg 1962.
- mit Klaus Haendler: Gesetz und Evangelium. Beiträge zur gegenwärtigen theologischen Diskussion. Darmstadt 1968.